# The Pleasure of Being Robbed
Pour plus de détails, voir Fiche technique et Distribution.
The Pleasure of Being Robbed est un film américain réalisé par Joshua Safdie et sorti en 2009.

## Synopsis
Éléonore, jeune femme libre et curieuse déambule dans les rues de New York. Pour se distraire, elle vole tout ce qui lui tombe sous la main. Ce qu'elle trouve dans les sacs des passants déclenche aventures et rencontres. Au cours d'un vol, Éléonore rencontre Josh...

## Fiche technique
- Réalisation : Joshua Safdie
- Scénario : Eleonore Hendricks, Joshua Safdie, Andy Spade, Anthony Sperduti
- Photographie : Brett Jutkiewicz, Joshua Safdie
- Montage : Benny Safdie
- Durée : 71 minutes
- Format : Couleur - 16 mm gonflé en 35 mm
- Date de sortie :
  -  France :
  - 23 mai 2008 (festival de Cannes)
  - 29 avril 2009 (sortie nationale)

## Distribution
- Batman : Hello Beautiful / Handsome
- Alex Billig : Trompettiste
- Wayne Chin : Wayne
- Jerry Damons : Jerry le policier
- Lowell the Dog : Lowell
- John Dwyer : Drinks For Everybody
- The Fly : Fly
- Dawn Glickman : Dawn
- Alex Greenblatt : Fils
- Gary Greenblatt : Père
- Eleonore Hendricks : Eléonore
- Francesca LaPrelle : Maman
- Miranda LaPrelle : Fille
- Astrid Larson : Astrid
- Sam Lisenco :
- Van Neistat : Harceleur d'animaux
- Eloy Ortega : le responsable du stand de fleurs et fruits
- Charlotte Pinson : Petite amie
- Joshua Safdie : Josh

## Accueil critique
Dans Libération, Bruno Icher juge le film attachant.
Agata Makino dans Chronic'Art a également apprécié le film et lui attribue une note de 4 sur 5. Elle juge le film « fantaisiste, enfantin et libertaire ».